# Ладижин
Ладижин (укр. Ладижин) град је Украјини у Виничкој области. Према процени из 2012. у граду је живело 22.849 становника.

## Становништво
Према процени, у граду је 2012. живело 22.849 становника.
| 1979.  | 1989.  | 2001.  | 2012.  |
| ------ | ------ | ------ | ------ |
| 17.573 | 19.708 | 22.219 | 22.849 |

## Партнерски градови
- Коло